# Kościół Wszystkich Świętych w Białymstoku
Kościół Wszystkich Świętych w Białymstoku – rzymskokatolicki kościół parafialny należący do parafii pod tym samym wezwaniem (dekanat Białystok – Bacieczki archidiecezji białostockiej).
W dniu 14 października 1999 roku ksiądz Tadeusz Krawczenko rozpoczął wykopy pod nową świątynię budowaną według projektu inżyniera architekta Michała Bałasza. W styczniu 2004 roku zostały zakończone prace wykończeniowe wewnątrz kościoła. Neobarokowa budowla z elementami neorenesansowymi i secesyjnymi charakteryzuje się wyniosłą elipsoidalną kopułą widoczną w panoramie tej części miasta. Polichromie zostały wykonane przez Jerzego Pasternaka. W głównym ołtarzu, nawiązującym do ołtarza z kaplicy Matki Boskiej Ostrobramskiej, została umieszczona kopia wileńskiego obrazu z Ostrej Bramy, namalowana przez Bogusława Leona Lorka, który jest również autorem stacji Drogi Krzyżowej. W dniu 8 września 2007 roku na obraz w ołtarzu głównym w czasie zorganizowanej na tę okoliczność uroczystości parafialnej korony nałożył metropolita białostocki arcybiskup Edward Ozorowski z towarzyszeniem kardynała Henryka Gulbinowicza z Wrocławia, arcybiskupa z Moskwy Tadeusza Kondrusiewicza i biskupa warszawsko-praskiego arcybiskupa Sławoja Leszka Głódzia. 10 października 2008 roku nowym proboszczem parafii został mianowany ksiądz Henryk Radziewicz. Pierwszą inwestycją nowego duszpasterza było doprowadzenie wody i kanalizacji do świątyni. W 2012 roku podziemia kościoła zostały obudowane wypełnioną szkłem konstrukcją aluminiową.